# 西関東方言
西関東方言（にしかんとうほうげん）とは、栃木県南西部（足利市付近）、千葉県、東京都（島嶼部を除く）、山梨県の郡内地方（笹子峠以東）、群馬県・埼玉県・神奈川県のほぼ全域で話される日本語の方言群である。東関東方言（茨城弁・栃木弁）とともに関東方言を構成するが、アクセントや音韻の点で東関東方言とは大きな違いがある。
東京都・千葉県・埼玉県・神奈川県の大半は、東京通勤圏として各地方から人々が集まるため戦後には共通語をベースに西関東方言の特徴を一部引き継いだ「首都圏方言」が成立し、若年世代では伝統方言のほとんどが失われている。特に横浜で使用されていた方言は、江戸時代末期の開港以来各地から多くの人々が集まったため、明治時代初期にすでに失われたとされる。

## アクセント
アクセントは、大半の地域が東京式アクセントである。千葉県中部には母音の種類によって典型的な東京式から変化したアクセントがあるが、群馬県および埼玉県中部・西部、東京都（島嶼部除く）、千葉県北部・南部、神奈川県、山梨県は、ほとんど等質な「中輪東京式アクセント」である。一方、東関東方言の無アクセントとの接触部である埼玉県東部には、「埼玉特殊アクセント」と呼ばれる曖昧アクセントが分布している。ただ、近年は中輪東京式アクセント化が進んでいる。
日本語の方言においては、多くの地域で無アクセントとの接触域は外輪東京式アクセントであるが、西関東方言だけは中輪東京式アクセントが無アクセントと接している。これについて山口幸洋は、元来、関東西部は外輪東京式アクセントであったが、徳川家康の関東移封に際して、徳川武士団の江戸へ移住により、西三河由来の中輪東京式アクセントが江戸を中心に関東西部に広まり、外輪東京式アクセントを置き換えた、という説を提唱している。

## 音韻・音声
一般に西関東方言の音韻体系は共通語とあまり変わらないが、連母音の融合が盛んである。「アイ」「アエ」は融合して「エー[eː]」や「エァー[ɛː]」となり、「オイ」は「エー」に、「ウイ」は「イー」になる。母音の無声化が顕著で、これは首都圏方言にも影響している。また、群馬県邑楽地区・栃木県足利市付近・埼玉県東部・千葉県北部では、イとエの混同や、語中・語尾のカ行・タ行の濁音化があり、東関東方言的な要素がある。
共通語では語中・語尾のガ行音は鼻濁音[ŋ]で、埼玉県南部・東京都・神奈川県・山梨県郡内地方でも[g]との区別は明瞭であるが、群馬県・埼玉県（南部以外）・千葉県（北部以外）では鼻濁音がなく、破裂音[g]または摩擦音[ɣ]で発音される。

## 文法
意志や推量に、「べ（ー）」が使われる。動詞には「書くべー」（書こう）、「起きべー」（起きよう）などの形を用いる。群馬県・埼玉県などでは、推量を表す場合は「書くだんべー」（書くだろう）のように「だんべー」を用いて意志と区別する傾向がある。形容詞や過去を表す「た」に付く場合は、「たかかんべー」（高いだろう）、「書いたんべー」（書いただろう）のようになるが、昭和中期以降は「たけーべー」「書いたべー」のように言い切りの形に付く形が福島県から南下して埼玉県などでも広がった。「べー」は「べし」に由来し、関東・東北・北海道で広く使われる。
サ行変格活用（「する」）とカ行変格活用（「来る」）は上一段活用化する傾向があり、千葉県・群馬県などで「こられる」を「きられる」と言ったり、千葉県・埼玉県・群馬県などで「こない」を「きない」や「きねー」と言ったりする。

## 下位方言
- 群馬弁（上州弁） - 群馬県。
  - 足利弁（両毛弁） - 群馬県東毛地域、栃木県足利市付近。
- 千葉弁（房総弁） - 千葉県。東関東方言に分類されることもある。
  - 東総弁 - 千葉県北東部。
  - 房州弁 - 千葉県旧安房国を始めとする房総半島南部。
- 武州弁 - 東京横浜周辺を除く旧武蔵国。
  - 埼玉弁 - 埼玉県。
    - 秩父弁 - 埼玉県秩父地方。

  - 多摩弁 - 東京都多摩地域。
- 相州弁 - 神奈川県旧相模国。
- 東京横浜方言 - 東京23区・川崎・横浜。西関東方言から除かれ、独立した区画とすることもある[7][8]。西日本方言の影響がある。
  - 江戸言葉（下町言葉） - 東京下町地域。
  - 山の手言葉 - 東京山の手地域。
  - 横浜弁 - 横浜市街地。
- 郡内弁 - 山梨県郡内地方。
- その他 - 静岡県の伊豆方言・駿河方言（富士川以東）、長野県の北信方言・東信方言は通常東海東山方言に分類されるが、共通点から西関東方言に含まれる場合がある。特に北信方言と東信方言は、金田一春彦の第1次区画案では西関東方言に含まれていた[9]。